# Бараново (озеро, Северо-Казахстанская область)
Бараново (каз. Бараново) — солёное озеро в районе Магжана Жумабаева Северо-Казахстанской области Казахстана. Находится в 6 км к западу от села Каракога и в 0,4 км к западу от села Чистое в урочище Камышловский лог.
По данным топографической съёмки 1940-х годов, площадь поверхности озера составляет 5,75 км². Наибольшая длина озера — 3,1 км, наибольшая ширина — 2,5 км. Длина береговой линии составляет 9,2 км, развитие береговой линии — 1,07. Озеро расположено на высоте 111,7 м над уровнем моря.
Озеро входит в перечень рыбохозяйственных водоёмов местного значения, имеется озёрно-товарное рыбоводное хозяйство.